# Боротино
Боротино (на македонска литературна норма: Боротино) е село в централната част на Северна Македония, община Кривогащани.

## География
Селото е разположено в областта Пелагония, южно от общинския център Кривогащани, на левия бряг на река Блато.

## История
Според Йордан Заимов етимологията на името е от изчезналото лично име *Борота. Сравнимо със село Боротно в Русия.
В местността Тумба има селище от бронзовата, а в местността Петков вир – от римската епоха. Църквата „Света Марина“ е от 1862 година. В църквата е запазена римска мраморна статуя без глава.
В XIX век Боротино е чисто българско село в Битолска кааза на Османската империя. В „Етнография на вилаетите Адрианопол, Монастир и Салоника“, издадена в Константинопол в 1878 година и отразяваща статистиката на населението от 1873 година, Боротино (Brortino) е посочено като село с 40 домакинства и 175 жители българи.
Според статистиката на Васил Кънчов („Македония. Етнография и статистика“) от 1900 година Боротино има 280 жители, всички българи християни.
На Етнографската карта на Битолския вилает на Картографския институт в София от 1901 година Боротино е чисто българско село в Прилепската каза на Битолския санджак с 38 къщи.
В началото на XX век жителите на селото са под върховенството на Българската екзархия. По данни на секретаря на екзархията Димитър Мишев („La Macédoine et sa Population Chrétienne“) през 1905 година в Боротино 120 българи екзархисти.
Според преброяването от 2002 година селото има 277 жители, всички северномакедонци.

## Личности
Родени в Боротино
- Лазар Божин, от село Порти, арестуван през септември 1903 година, обвинен в „даване на укритие“ на българските бунтовници, осъден на 3 години каторга, заточен в Диарбекир, амнистиран с общата амнистия от 12 април 1904 година[9]